# Noddy

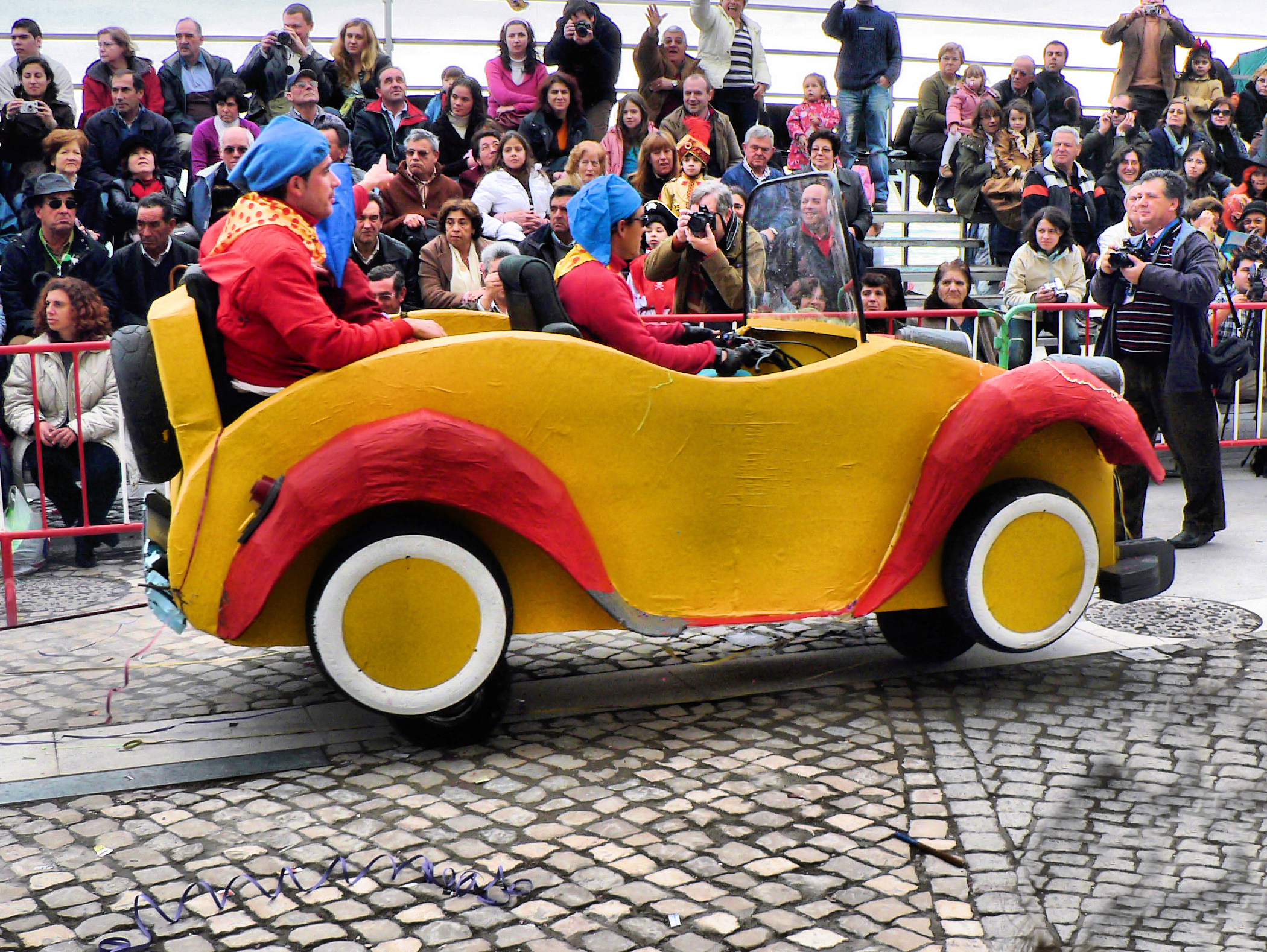
Disfarce de Noddy no Carnaval de Sesimbra de 2008.

Noddy (Nodi em Portugal) é uma personagem fictícia criada por Enid Blyton, originalmente publicada de 1949 até 1963. Foram criadas várias séries televisivas baseadas nesta personagem. 
Noddy foi publicado pela primeira vez em 1949, com ilustrações de Harmsen van der Beek, um artista holandês.
A personagem é uma criança feita de madeira, que vive numa pequena casa em Toyland (em português: Cidade dos Brinquedos). O seu nome, Noddy, vêm do do inglês "Nod" (acenar) — "to nod the head" (acenar ou abanar a cabeça), e é alusivo ao fato de ele ser um boneco que tem uma cabeça desconexa do corpo que abana e acena a cabeça constantemente.

## Reino Unido
No Reino Unido, é o programa de televisão infantil que está há mais tempo em exibição na televisão, desde 1955, na British Broadcasting Corporation.

## Portugal
Em Portugal, "Noddy", "A Loja do Noddy" e "Abram Alas Para o Noddy" foram exibidas entre 1995 e 2009 na RTP (Canal 2), dobradas em português.

### Impacto de "Abram Alas para o Noddy"
O reboot de "Abram Alas para o Noddy" esteve no ar entre 2002 e 2009 na televisão portuguesa e atingiu bastante sucesso em audiências e merchandising. Naquela altura, a qualidade 3D ainda era pouco usada em séries de televisão, não haviam tablets, smartphones e a internet nos anos 2000 ainda não estava muito avançada, tendo assim o público infantil usufruir apenas da televisão. A dobragem portuguesa (produzida pela Nacional Filmes) foi bastante aceite, tanto pelos pais, como pelo público infantil. A brilhante interpretação de Vítor Emanuel no boneco Sr. Lei, que emprestou ao personagem uma voz tão carismática que foi comentada e imitada por muitos até aos dias de hoje. Estreou em 2002 na RTP2 (naquela época a 2:) e foi exibida no canal até 2009. e mais tarde foi exibida em 2006 no Canal Panda, às 8h30 e às 20h00.
Depois, começou a emitir numa dobragem diferente (produzida desta vez pela Somnorte) sob o nome "Aí Vem o Noddy" no JimJam com o nome dos restantes personagens iguais aos livros antigos e originais do Noddy e da série "A Loja do Noddy", mas já com um número muito baixo de audiências. 

#### Personagens e atores de "Abram Alas Para O Noddy"
- Noddy - Ana Luís Martins
- Ursa Teresa - Joana Manuel
- Orelhas - Pedro Borges
- Sr. Lei - Vítor Emanuel
- Boneca Dina - Joana Manuel
- Macaca Marta - Dora Cruz
- Urso Rechonchudo - Pedro Borges
- Sr. Faísca - Quimbé
- Gata Cor-de-Rosa - Dora Cruz
- Sr. Sempre em Pé - Quimbé
- Rato Relojoeiro - Pedro Borges
- Sr. Volumoso - Quimbé
- Dona Xadrês - Dora Cruz
- Xadrezinhos - Joana Manuel, Pedro Borges, Dora Cruz
- Palhaço de Corda - Vítor Emanuel
- Duende Mafarrico - Vítor Emanuel
- Duende Sonso - Quimbé

Estúdio: Nacional Filmes

## Livros do Noddy
Os primeiros livros do Noddy eram colecionáveis, tal como outras obras de Blyton. O número total destes livros é difícil de contabilizar: a Noddy Library (Sampson Low), com duas dúzias de títulos, que se tornou depois de uma revisão a New Noddy Library, fazia parte de uma grande produção dos anos 50, com os livros de grande formato Big Noddy Books e de banda desenhada. Existiram também inúmeros spin-offs, pelo que diferentes estimativas podem ser encontradas.
As vendas dos livros do Noddy são imensas, com valores estimados em 600 000 livros só em França e uma crescente popularidade na Índia, um grande mercado para os livros de Blyton. A personagem do Noddy era inicialmente propriedade da Chorion, que vendeu os direitos à DreamWorks Classics em 2012.
1. Nodi no país dos brinquedos — no original Noddy Goes to Toyland (1949)
2. Viva o Nodi — no original Hurrah for Little Noddy (1950)
3. Nodi e o seu carro — no original Noddy and His Car (1951)
4. Nodi no bosque escuro — no original Here Comes Noddy Again! (1951)
5. Nodi e o Orelhas Grandes — no original Well Done Noddy! (1952)
6. Nodi vai à escola — no original Noddy Goes to School  (1952)
7. Nodi na praia — no original Noddy at the Seaside (1953)
8. Nodi em sarilhos — no original Noddy Gets into Trouble (1954)
9. Nodi e a borracha mágica — no original Noddy and the Magic Rubber (1954)
10. Nodi e a velha gabardine — no original You Funny Little Noddy (1955)
11. Nodi e o Pai Natal — no original Noddy Meets Father Christmas (1955)
12. Nodi e a ursinha Teté — no original Noddy and Tessie Bear (1956)
13. Coragem, Nodi — no original Be Brave, Little Noddy! (1956)
14. Nodi e o cãezinho endiabrado — no original Noddy and the Bumpy-Dog (1957)
15. Tem cuidado Nodi — no original Do Look Out, Noddy (1957)
16. O Nodi é um bom amigo! — no original You're a Good Friend, Noddy (1958)
17. Mais uma aventura do Nodi! — no originalNoddy Has an Adventure (1958)
18. Nodi no mar — no original Noddy Goes to Sea (1959)
19. Nodi e o coelho macaco — no original Noddy and the Bunkey (1959)
20. Nodi e o burro — no original Cheer Up, Little Noddy! (1960)
21. Noddy Goes to the Fair (1960)
22. Mr. Plod and Little Noddy (1961)
23. Noddy and the Tootles (1962)
24. Noddy and the Aeroplane (1963)

A 17 de novembro de 2008 foi anunciado que a neta de Enid Blyton, Sophie Smallwood, iria escrever um novo livro de Noddy para celebrar o 60.º aniversário da personagem. Noddy and the Farmyard Muddle (2009) foi ilustrado por Robert Tyndall, que desenhara as personagens dos livros do Noddy desde 1953.